# Mamestra catephioides
Mamestra catephioides är en fjärilsart som beskrevs av Walker 1865. Mamestra catephioides ingår i släktet Mamestra och familjen nattflyn. Inga underarter finns listade i Catalogue of Life.